# Hippotion octopunctata
Hippotion octopunctata är en fjärilsart som beskrevs av Gmelin 1790. Hippotion octopunctata ingår i släktet Hippotion och familjen svärmare. Inga underarter finns listade i Catalogue of Life.